# ظهرة الفاتحة (فرع العدين)

تعديل مصدري - تعديل

ظهرة الفاتحة محلة تابعة لقرية بجيل، التابعة لعزلة الوزيرة بمديرية فرع العدين إحدى مديريات محافظة إب في الجمهورية اليمنية، بلغ تعداد سكانها 43 حسب تعداد اليمن لعام 2004.